# 不時現象

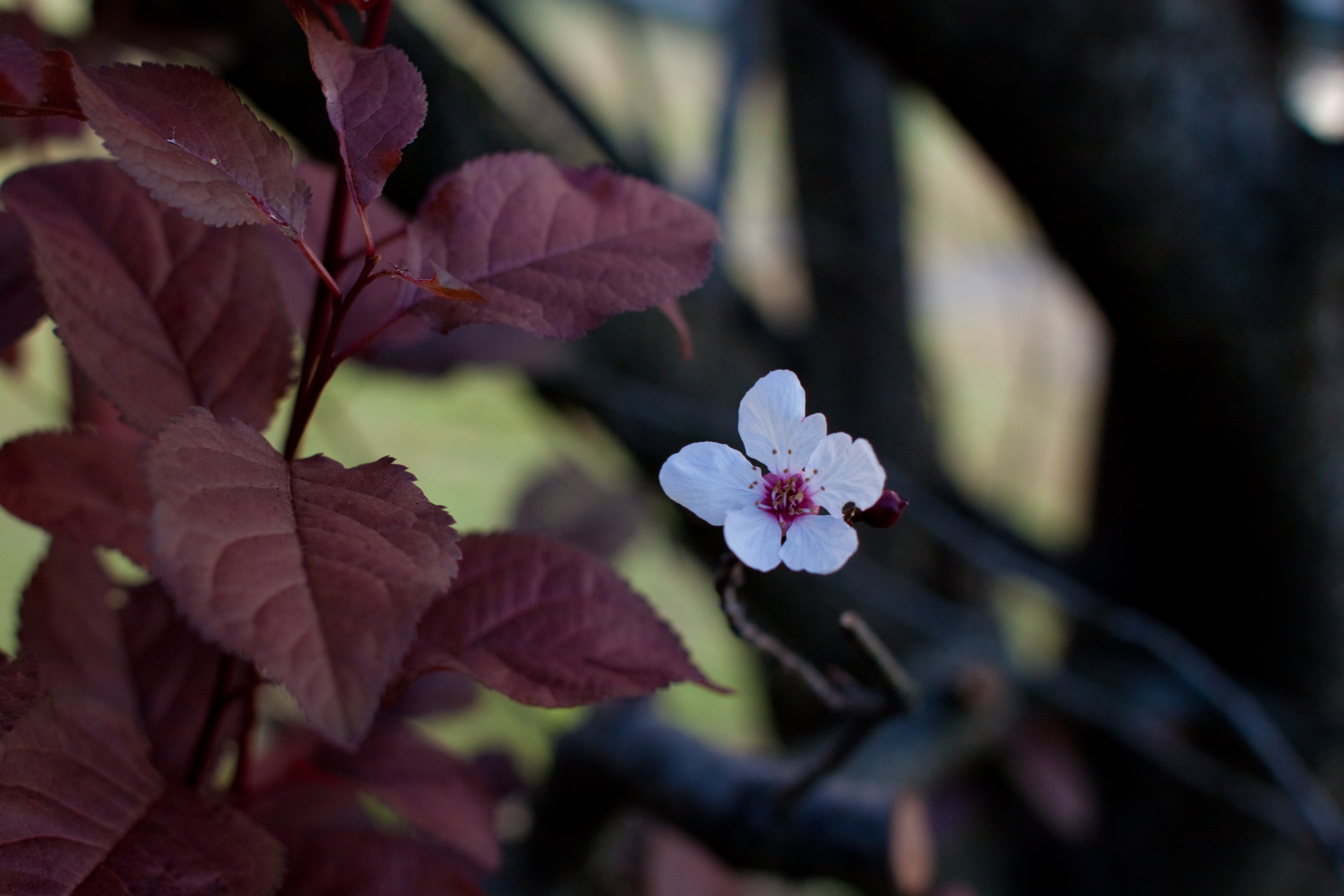
アカバザクラの不時現象

不時現象（ふじげんしょう）とは、花の開花などの生物季節現象が、通常の時期とは著しく異なる時期に発生することである。具体的には、ソメイヨシノが秋に咲いた、モンシロチョウが真冬に飛んでいた、などが該当する。

## 概要
動植物が季節によって状態を変える現象を生物季節現象という

。
不時現象とは、その生物季節現象が通常の時期とは著しく異なる時期に発生することである。
具体的には、通常は春に咲くソメイヨシノが秋に咲いた、蛹で冬を越すモンシロチョウが真冬に飛んでいた、といったものが不時現象である。
日本の気象庁では各地の気象官署において生物季節観測を行っているが、観測地点における生物季節現象が、その最も早い時期もしくは最も遅い時期に比べ概ね1か月以上乖離して起こる場合を不時現象と分類し、生物季節観測の対象外としている
。

## 原因
春咲きのサクラの場合は、以下の様な原因で、季節外れの開花（不時現象）が起こるとされている。
開花に至る通常のプロセス
1. 夏に、翌春開花予定の花芽を付ける。
2. 葉で生成される成長抑制ホルモンの作用で、花芽は休眠状態に置かれる。
3. 晩秋に落葉すると、成長抑制ホルモンの供給が無くり、また冬の寒さを合図として、花芽の休眠状態が解除される。
4. 冬から春にかけて気温が上昇すると、花芽が蕾へと成長し、やがて開花する。

不時現象の場合
1. 強風・害虫・天候不順・塩害・猛暑・水不足などの要因で、夏のうちに落葉してしまうと、成長抑制ホルモンの供給不足となり、夏のうちに花芽の休眠状態が解除される。
2. 秋の訪れなどで一度涼しくなった後に暑さのぶり返しが起こると、冬が訪れたのちに春が到来したと誤認し、花芽が蕾へと成長し、翌春を待たずに開花に至る。